# Barranc de Valaran
El barranc de Valaran és un barranc del Pallars Sobirà, que neix al vessant nord-est del Pic des Miques i desemboca a la Noguera Pallaresa.